# Dictyopolyschema pirozynskii
Dictyopolyschema pirozynskii är en svampart som beskrevs av M.B. Ellis 1976. Dictyopolyschema pirozynskii ingår i släktet Dictyopolyschema, divisionen sporsäcksvampar och riket svampar.   Inga underarter finns listade i Catalogue of Life.